# Thea Gamper
Thea Gamper (21 maggio 1958) è un'ex sciatrice alpina italiana.

## Biografia
Specialista delle prove tecniche originaria di Ultimo, Thea Gamper ai Campionati italiani 1975 vinse la medaglia di bronzo nello slalom gigante; nella stagione 1975-1976 in Coppa Europa vinse la classifica di slalom speciale e si piazzò 2ª in quella generale e gareggiò per la nazionale italiana almeno fino al 1978. Non prese parte a rassegne olimpiche e non ottenne piazzamenti in Coppa del Mondo o ai Campionati mondiali.

## Palmarès

### Coppa Europa
- Miglior piazzamento in classifica generale: 2ª nel 1976[3]
- Vincitrice della classifica di slalom speciale nel 1976[3]

### Campionati italiani
- 1 medaglia[2]:
  - 1 bronzo (slalom gigante nel 1975)